# Akropolis-Turnier 2009
Die 23. Auflage des Akropolis-Basketball-Turniers 2009 fand zwischen dem 24. und 26. August 2009 im Vorort Marousi von Athen statt. Ausgetragen wurden die insgesamt sechs Spiele in der Olympiahalle.
Neben der gastgebenden griechischen Nationalmannschaft nahmen auch die Nationalmannschaften aus Serbien, Russland sowie Litauen teil. Während Russland erst zum fünften und Litauen zum sechsten Mal vertreten war, nahm Serbien bereits zum achten Mal teil.
Als MVP des Turniers wurde der Grieche Vasilios Spanoulis ausgezeichnet. Top-Scorer wurde Marijonas Petravičius aus Litauen mit insgesamt 44 erzielten Punkten (14,7 im Schnitt).

## Begegnungen
| 24. August 2009 | Litauen      | 78 - 61 | Russland |
| 24. August 2009 | Griechenland | 66 - 65 | Serbien  |
| 25. August 2009 | Serbien      | 78 - 70 | Litauen  |
| 25. August 2009 | Griechenland | 71 - 63 | Russland |
| 26. August 2009 | Russland     | 59 - 70 | Serbien  |
| 26. August 2009 | Griechenland | 75 - 73 | Litauen  |

## Tabelle
| Rang | Land         | Punkte | Körbe   |
| ---- | ------------ | ------ | ------- |
| 1    | Griechenland | 6      | 212-201 |
| 2    | Serbien      | 5      | 213-195 |
| 3    | Litauen      | 4      | 221-214 |
| 4    | Russland     | 3      | 183-219 |